# Resolution 806 des UN-Sicherheitsrates
Die Resolution 806 des UN-Sicherheitsrates ist eine Resolution, die der Sicherheitsrat der Vereinten Nationen in seiner 3171. Sitzung am 5. Februar 1993 einstimmig beschloss. Sie bekräftigte die Resolutionen 687 (1991), 689 (1991), 773 (1992) sowie einen Bericht des Generalsekretärs der Vereinten Nationen Boutros Boutros-Ghali und garantierte gemäß Kapitel VII der Charta der Vereinten Nationen die Unverletzlichkeit der internationalen Grenze zwischen dem Irak und Kuwait, die nach dem Einfall irakischer Streitkräfte in die entmilitarisierte Zone im Januar 1993 zur Disposition gestellt wurde.
In der Entschließung wurde der Generalsekretär aufgefordert, eine Stärkung der United Nations Iraq–Kuwait Observation Mission (UNIKOM) zu planen und einen schrittweisen Personaleinsatz durchzuführen. Gemäß dieser Bestimmung würde UNIKOM in eine Streitmacht mit einem 908-köpfigen bengalischen Infanteriebataillon umgewandelt werden, welches die Beobachtergruppe ergänzt und gleichzeitig die Befugnis erhält, Verletzungen in der entmilitarisierten Zone zu verhindern.
Der Rat bekräftigte abschließend, dass die nächste Überprüfung der Entwicklungen im Zusammenhang mit der UNIKOM im April 1993 stattfinden wird.